# Don Cornelius

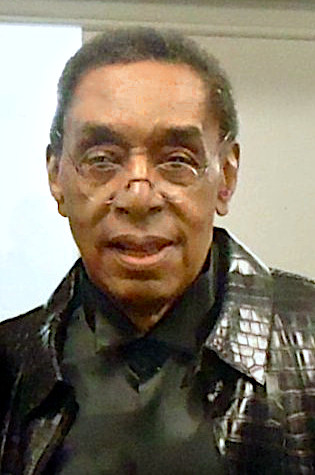
Don Cornelius in 2010.

Donald Cortez (Don) Cornelius (Chicago (Illinois), 27 september 1936 – Sherman Oaks (Californië), 1 februari 2012) was een Amerikaans gastheer van televisieprogramma's en tevens producent. Hij staat bekend als de maker van het muziekprogramma Soul Train dat tussen 1971 en 2006 werd uitgezonden. 

## Biografie
Na een baan als verzekeraar werd Cornelius medewerker van het radiostation WVON. In 1968 werd hij de gastheer van het WCIU-TV-programma A Black’s View of the News. 
Van 1971 tot 1993 presenteerde hij Soul Train, het eerste muziek-, dans- en spelprogramma voor en door Afro-Amerikanen. Als spin-off begon Cornelius in 1987 de Soul Train Music Awards, een jaarlijkse prijsuitreiking voor de beste Afro-Amerikaanse muziek en entertainment. 
Cornelius werd op 75-jarige leeftijd dood aangetroffen in zijn huis in Los Angeles. De presentator bleek te zijn bezweken aan een schotwond in het hoofd als gevolg van een zelfmoordpoging.